# Héry-sur-Alby
Héry-sur-Alby település Franciaországban, Haute-Savoie megyében. Lakosainak száma 973 fő (2022. január 1.). Héry-sur-Alby Alby-sur-Chéran, Chainaz-les-Frasses, Cusy, Gruffy, Mûres és Saint-Félix községekkel határos.

## Népesség
A település népességének változása:
| Lakosok száma | 900  | 972  | 1013 | 975  | 979  | 983  | 979  | 967  | 973  |
|               | 2013 | 2015 | 2016 | 2017 | 2018 | 2019 | 2020 | 2021 | 2022 |